# Hustá množina
V topologii a příbuzných odvětvích matematiky se podmnožina A topologického prostoru X označuje jako hustá v X (lze také říci, že A je hustou podmnožinou X), pokud uzávěr A je celý prostor X. Ekvivalentně, A má neprázdný průnik s každou neprázdnou otevřenou podmnožinou prostoru X.
Je důležité si uvědomit, že pojem hustoty je definován jako relativní. To znamená, že není možné vynechat specifikaci prostoru X, v němž je daná množina A hustá. V matematické hantýrce se sice někdy tento prostor explicitně nezmiňuje, v tom případě však bývá v konkrétním kontextu zřejmé, o jaký prostor se jedná.

## Příklady
- Každý topologický prostor je hustý sám v sobě.
- Reálná čísla s běžnou topologií mají například racionální čísla či iracionální čísla jako své husté podmnožiny.